# 185448 Nomentum
185448 Nomentum è un asteroide della fascia principale. Scoperto nel 2006, presenta un'orbita caratterizzata da un semiasse maggiore pari a 3,0856069 UA e da un'eccentricità di 0,0658902, inclinata di 11,65002° rispetto all'eclittica.